# Sonja Fritschi
Sonja Fritschi (* 28. Januar 1973) ist eine Schweizer Distanz-Reiterin.

## Laufbahn
Sonja Fritschi begann 2003 ihre Laufbahn als Distanzreiterin mit der braunen Vollblutaraberstute Kimba II (* 1994) von Nimb aus der Kaanah (Muttervater: Gorset), gezogen von Iris Briker. Kimba startete im Jahr 2010 zum letzten Mal international.
2007 gründete Fritschi zusammen mit Sandra Eggli und Alexandra Vogel das Endurance Team Lägern im Zürcher Unterland, für das gemeinsame Training. Seit 2010 organisiert Fritschi gemeinsam mit dem Team Lägern den Distanzritt Lägern auf der Pferderennbahn Dielsdorf.
Mit ihrer französischen Schimmelstute Okkarina d’Alsace ox (* 2002) von Al’Koum, aus der Maresia (Muttervater: Balao), war Fritschi sehr erfolgreich. Okkarina stammt aus einer französischen Endurance-Linie und wurde von Suzanne und Albert Dollinger im elsässischen Ligsdorf gezogen. Fritschi nahm mit Okkarina an den Europameisterschaften 2013 im tschechischen Most teil, schied jedoch nach 120 km aus.
Bei den Weltreiterspielen 2014 in der Normandie gewann sie auf Okkarina mit der Schweizer Equipe die Bronzemedaille im Distanzreiten, zusammen mit Barbara Lissarrague und Andrea Amacher.
Okkarina d’Alsace erreichte mit Kathrin Marthaler 2018 bei den Europameisterschaften im Distanzreiten im italienischen Pisa Rang 21.